# Badminton-Asienmeisterschaft 2006
Die Badminton-Asienmeisterschaft 2006 fand vom 28. März bis zum 2. April 2006 im Bandaraya Stadium in Johor Bahru, Malaysia, statt. Das Preisgeld betrug 125.000 USD.

## Medaillengewinner
| Disziplin    | Gold                          | Silber                                  | Bronze                            |
| ------------ | ----------------------------- | --------------------------------------- | --------------------------------- |
| Herreneinzel | Lee Chong Wei                 | Boonsak Ponsana                         | Park Sung-hwan                    |
| Herreneinzel | Lee Chong Wei                 | Boonsak Ponsana                         | Chen Yu                           |
| Dameneinzel  | Wang Chen                     | Kaori Mori                              | Jiang Yanjiao                     |
| Dameneinzel  | Wang Chen                     | Kaori Mori                              | Chen Li                           |
| Herrendoppel | Choong Tan Fook Lee Wan Wah   | Hoon Thien How Tan Boon Heong           | Luluk Hadiyanto Alvent Yulianto   |
| Herrendoppel | Choong Tan Fook Lee Wan Wah   | Hoon Thien How Tan Boon Heong           | Hwang Ji-man Jung Tae-keuk        |
| Damendoppel  | Yu Yang Du Jing               | Chien Yu-chin Cheng Wen-hsing           | Pan Pan Tian Qing                 |
| Damendoppel  | Yu Yang Du Jing               | Chien Yu-chin Cheng Wen-hsing           | Lim Pek Siah Joanne Quay          |
| Mixed        | Nova Widianto Liliyana Natsir | Sudket Prapakamol Saralee Thungthongkam | Zhang Wei Yu Yang                 |
| Mixed        | Nova Widianto Liliyana Natsir | Sudket Prapakamol Saralee Thungthongkam | Hendri Kurniawan Saputra Li Yujia |

## Ergebnisse

### Herreneinzel
- Rohan Castelino -  Phak Seiha: 21-10 / 21-4
- Lasitha Menaka -  Nuon Sophorn: 21-10 / 21-16
- Zhomart Dauletaliyev –  Lei Kit: 21-15 / 21-15
- Leong Kin Fai –  Olonbayar Enkhbat: 21-17 / 21-18
- Kashyap Parupalli –  Nguyễn Huy Giang: 24-22 / 21-8
- Rohan Castelino -  Sa Mean Kao: 21-14 / 21-6
- Askar Ormanov –  Batkhurel Ochirpurev: 21-16 / 21-18
- Lam Chi Man -  Md Rais Uddin: 15-21 / 21-19 / 21-14
- Amila Kalugalage –  Ng Man Chon: 21-9 / 21-18
- Lee Chong Wei –  Wong Keng Hou: 21-4 / 21-6
- Lee Cheol-ho –  Rohan Castelino: 21-9 / 22-20
- Chetan Anand –  Kennevic Asuncion: 26-24 / 20-22 / 21-9
- Markus Wijanu Dwi Christanto –  Lasitha Menaka: 21-16 / 21-6
- Ng Wei –  Hendra Wijaya: 21-17 / 21-19
- Nikhil Kanetkar –  Dương Phương Nam: 21-14 / 21-10
- Christian Andersen –  Lee Tsuen Seng: 21-8 / 20-22 / 21-19
- Li Yu –  Hsieh Yu-hsing: 21-7 / 21-17
- Kuan Beng Hong –  Pashupati Paneru: 21-5 / 21-8
- Qiu Yanbo –  Anand Pawar: 21-14 / 21-17
- Park Sung-hwan –  Askar Ormanov: 21-4 / 21-5
- Khrishnan Yogendran –  Wong Wai Hong: 21-17 / 21-4
- Sony Dwi Kuncoro -  Heng Mao: 21-8 / 21-2
- Sho Sasaki –  Leong Kin Fai: 21-12 / 21-6
- Yeoh Kay Bin –  Dinuka Karunaratne: 21-11 / 21-12
- Chin Sheng-ming –  Nguyễn Quang Minh: 21-12 / 21-12
- Lee Yen Hui Kendrick –  Alamsyah Yunus: 13-21 / 22-20 / 21-19
- Chen Yu -  Parash Md. Ahsun Habib: 21-6 / 21-11
- Yousuke Nakanishi –  Nguyễn Hoàng Hải: 21-10 / 21-18
- Sairul Amar Ayob –  Arvind Bhat: 21-9 / 22-20
- Liao Sheng-shiun –  Lam Chi Man: 21-12 / 21-18
- Chan Yan Kit –  Zhomart Dauletaliyev: 21-4 / 21-9
- Jang Young-soo –  Chan Io Chong: 21-5 / 21-10
- Kashyap Parupalli –  Daren Liew: 20-22 / 21-19 / 21-16
- Roslin Hashim –  Niluka Karunaratne: 21-13 / 21-17
- Nguyễn Tiến Minh –  Shoji Sato: 21-12 / 21-16
- Ahn Hyun-suk –  James Chua: 21-17 / 21-11
- Boonsak Ponsana –  Anup Sridhar: 21-14 / 21-19
- Thomas Kurian –  Lee Chen Yen: 21-17 / 21-12
- Simon Santoso –  Lu Yi: 21-17 / 21-15
- Hung Yuk Wong –  Amila Kalugalage: 21-9 / 21-8
- Muhammad Hafiz Hashim –  Balaram Thapa: 21-6 / 21-8
- Lee Chong Wei –  Lee Cheol-ho: 21-13 / 21-7
- Chetan Anand –  Markus Wijanu Dwi Christanto: 21-15 / 27-25
- Ng Wei –  Nikhil Kanetkar: 28-26 / 21-13
- Christian Andersen –  Li Yu: 10-21 / 21-18 / 21-19
- Qiu Yanbo –  Kuan Beng Hong: w.o.
- Park Sung-hwan –  Khrishnan Yogendran: 21-7 / 21-13
- Sony Dwi Kuncoro –  Sho Sasaki: 22-20 / 21-16
- Yeoh Kay Bin –  Chin Sheng-ming: 21-14 / 21-7
- Chen Yu –  Lee Yen Hui Kendrick: 17-21 / 21-15 / 21-16
- Sairul Amar Ayob –  Yousuke Nakanishi: 21-15 / 21-19
- Chan Yan Kit –  Liao Sheng-shiun: 21-9 / 21-18
- Jang Young-soo –  Kashyap Parupalli: 18-21 / 21-15 / 21-12
- Roslin Hashim –  Nguyễn Tiến Minh: 21-15 / 21-16
- Boonsak Ponsana –  Ahn Hyun-suk: 21-4 / 21-19
- Simon Santoso –  Thomas Kurian: 21-10 / 21-14
- Muhammad Hafiz Hashim –  Hung Yuk Wong: 21-11 / 21-13
- Lee Chong Wei –  Chetan Anand: 21-14 / 21-14
- Christian Andersen –  Ng Wei: 21-17 / 21-18
- Park Sung-hwan –  Qiu Yanbo: 18-21 / 21-10 / 21-7
- Sony Dwi Kuncoro –  Yeoh Kay Bin: 21-6 / 20-22 / 21-14
- Chen Yu –  Sairul Amar Ayob: 21-15 / 21-9
- Jang Young-soo –  Chan Yan Kit: 21-23 / 21-18 / 21-9
- Boonsak Ponsana –  Roslin Hashim: 13-21 / 21-12 / 22-20
- Simon Santoso –  Muhammad Hafiz Hashim: 21-17 / 21-16

|  | Viertelfinale | Viertelfinale           | Viertelfinale   | Viertelfinale | Viertelfinale |         |    | Halbfinale    | Halbfinale | Halbfinale | Halbfinale | Halbfinale |  |  | Finale | Finale | Finale | Finale | Finale |
|  |               |                         |                 |               |               |         |    |               |            |            |            |            |  |  |        |        |        |        |        |
|  |               | Lee Chong Wei           | 21              | 21            |               |         |    |               |            |            |            |            |  |  |        |        |        |        |        |
|  |               | Poompat Sapkulchananart | 13              | 16            |               |         |    |               |            |            |            |            |  |  |        |        |        |        |        |
|  |               | Poompat Sapkulchananart | 13              | 16            | Lee Chong Wei | 21      | 21 |               |            |            |            |            |  |  |        |        |        |        |        |
|  |               |                         |                 |               |               | 21      | 21 |               |            |            |            |            |  |  |        |        |        |        |        |
|  |               |                         | Park Sung-hwan  | 15            | 15            |         |    |               |            |            |            |            |  |  |        |        |        |        |        |
|  |               | Park Sung-hwan          | Park Sung-hwan  | 15            | 15            | 16      | 21 | 21            |            |            |            |            |  |  |        |        |        |        |        |
|  |               |                         |                 |               |               | 16      | 21 | 21            |            |            |            |            |  |  |        |        |        |        |        |
|  |               | Sony Dwi Kuncoro        | 21              | 19            | 16            |         |    |               |            |            |            |            |  |  |        |        |        |        |        |
|  |               |                         |                 |               |               |         |    | Lee Chong Wei | 21         | 21         |            |            |  |  |        |        |        |        |        |
|  |               |                         | Boonsak Ponsana | 12            | 16            |         |    |               |            |            |            |            |  |  |        |        |        |        |        |
|  |               | Chen Yu                 | 21              | 10            | 21            |         |    |               |            |            |            |            |  |  |        |        |        |        |        |
|  |               | Jang Young-soo          | 14              | 21            | 19            |         |    |               |            |            |            |            |  |  |        |        |        |        |        |
|  |               | Jang Young-soo          | 14              | 21            | 19            | Chen Yu | 22 | 13            |            |            |            |            |  |  |        |        |        |        |        |
|  |               |                         |                 |               |               | Chen Yu | 22 | 13            |            |            |            |            |  |  |        |        |        |        |        |
|  |               |                         | Boonsak Ponsana | 24            | 21            |         |    |               |            |            |            |            |  |  |        |        |        |        |        |
|  |               | Boonsak Ponsana         | Boonsak Ponsana | 24            | 21            | 15      | 21 | 21            |            |            |            |            |  |  |        |        |        |        |        |
|  |               |                         |                 |               |               | 15      | 21 | 21            |            |            |            |            |  |  |        |        |        |        |        |
|  |               | Simon Santoso           | 21              | 8             | 11            |         |    |               |            |            |            |            |  |  |        |        |        |        |        |

### Dameneinzel
- Sara Devi Tamang –  Veronika Sorokina: 21-17 / 21-13
- Long Ying –  Saikhantuul Banzragch: 21-4 / 21-5
- Lee Seung-ah –  Lê Ngọc Nguyên Nhung: 21-14 / 19-21 / 21-16
- Chandrika de Silva –  Pun Ut Wa: 21-6 / 21-9
- Nguyễn Thị Bình Thơ –  Aditi Mutatkar: 23-21 / 21-18
- Sumina Shrestha -  Dulali Hulder: 21-9 / 24-22
- Konika Rani Adhikary –  Wong Miew Kheng: 2-21 / 70-21
- Pai Hsiao-ma –  Sara Devi Tamang: 21-8 / 21-10
- Hung Shih-chieh –  Long Ying: 21-11 / 21-18
- Lee Seung-ah –  Norshahliza Baharum: 21-11 / 21-13
- Lydia Cheah Li Ya –  Chandrika de Silva: 21-15 / 21-13
- Nguyễn Thị Bình Thơ –  Chen Hsiao-huan: 21-15 / 21-19
- Jun Jae-youn –  Sumina Shrestha: 21-9 / 21-3
- Zolzaya Munkhbaatar –  Chang Ya-lan: 21-6 / 21-17
- Pai Hsiao-ma –  Wong Miew Kheng: 19-21 / 21-19 / 21-14
- Lee Seung-ah –  Hung Shih-chieh: 21-10 / 21-10
- Lydia Cheah Li Ya –  Nguyễn Thị Bình Thơ: 21-6 / 21-17
- Jun Jae-youn –  Zolzaya Munkhbaatar: 21-8 / 21-14
- Wang Chen –  Julia Wong Pei Xian: 21-14 / 21-7
- Soratja Chansrisukot –  Wang Yihan: 17-21 / 21-12 / 21-19
- Eriko Hirose –  Chien Yu-chin: 21-12 / 17-21 / 21-18
- Saina Nehwal –  Lydia Cheah Li Ya: 21-9 / 21-18
- Lee Yun-hwa –  Cheng Shao-chieh: 21-14 / 21-12
- Li Li –  Wong Sin Yee: 21-12 / 21-18
- Jiang Yanjiao –  Yu Hirayama: 21-7 / 21-15
- Pai Hsiao-ma –  Salakjit Ponsana: 21-19 / 16-21 / 21-19
- Trupti Murgunde –  Xing Aiying: 21-19 / 23-21
- Kanako Yonekura –  Molthila Kitjanon: 21-18 / 21-18
- Ng Ka Shun –  Huang Chia-hsin: 21-13 / 13-21 / 21-11
- Chen Li –  Wong Mew Choo: 22-20 / 21-11
- Yip Pui Yin –  Jun Jae-youn: 21-19 / 19-21 / 21-18
- Seo Yoon-hee –  Lee Seung-ah: 21-10 / 21-17
- Sutheaswari Mudukasan –  Thilini Jayasinghe: 21-9 / 21-11
- Kaori Mori –  B. R. Meenakshi: 21-14 / 21-12
- Wang Chen –  Soratja Chansrisukot: 21-18 / 21-8
- Eriko Hirose –  Saina Nehwal: 16-21 / 21-10 / 21-19
- Lee Yun-hwa –  Li Li: 21-19 / 21-17
- Jiang Yanjiao –  Pai Hsiao-ma: 21-8 / 21-10
- Trupti Murgunde –  Kanako Yonekura: 21-17 / 21-19
- Chen Li –  Ng Ka Shun: 21-11 / 21-8
- Seo Yoon-hee –  Yip Pui Yin: 21-15 / 21-8
- Kaori Mori –  Sutheaswari Mudukasan: 21-16 / 21-15

|  | Viertelfinale | Viertelfinale   | Viertelfinale | Viertelfinale | Viertelfinale |           |    | Halbfinale | Halbfinale | Halbfinale | Halbfinale | Halbfinale |  |  | Finale | Finale | Finale | Finale | Finale |
|  |               |                 |               |               |               |           |    |            |            |            |            |            |  |  |        |        |        |        |        |
|  |               | Wang Chen       | 17            | 21            | 21            |           |    |            |            |            |            |            |  |  |        |        |        |        |        |
|  |               | Eriko Hirose    | 21            | 11            | 18            |           |    |            |            |            |            |            |  |  |        |        |        |        |        |
|  |               | Eriko Hirose    | 21            | 11            | 18            | Wang Chen | 21 | 21         |            |            |            |            |  |  |        |        |        |        |        |
|  |               |                 |               |               |               | Wang Chen | 21 | 21         |            |            |            |            |  |  |        |        |        |        |        |
|  |               |                 | Jiang Yanjiao | 17            | 18            |           |    |            |            |            |            |            |  |  |        |        |        |        |        |
|  |               | Lee Yun-hwa     | Jiang Yanjiao | 17            | 18            | 16        | 12 |            |            |            |            |            |  |  |        |        |        |        |        |
|  |               |                 |               |               |               | 16        | 12 |            |            |            |            |            |  |  |        |        |        |        |        |
|  |               | Jiang Yanjiao   | 21            | 21            |               |           |    |            |            |            |            |            |  |  |        |        |        |        |        |
|  |               |                 |               |               |               |           |    | Wang Chen  | 21         | 9          | 21         |            |  |  |        |        |        |        |        |
|  |               |                 | Kaori Mori    | 14            | 21            | 13        |    |            |            |            |            |            |  |  |        |        |        |        |        |
|  |               | Trupti Murgunde | 18            | 11            |               |           |    |            |            |            |            |            |  |  |        |        |        |        |        |
|  |               | Chen Li         | 21            | 21            |               |           |    |            |            |            |            |            |  |  |        |        |        |        |        |
|  |               | Chen Li         | 21            | 21            | Chen Li       | 17        | 19 |            |            |            |            |            |  |  |        |        |        |        |        |
|  |               |                 |               |               |               | 17        | 19 |            |            |            |            |            |  |  |        |        |        |        |        |
|  |               |                 | Kaori Mori    | 21            | 21            |           |    |            |            |            |            |            |  |  |        |        |        |        |        |
|  |               | Seo Yoon-hee    | Kaori Mori    | 21            | 21            | 19        | 13 |            |            |            |            |            |  |  |        |        |        |        |        |
|  |               |                 |               |               |               | 19        | 13 |            |            |            |            |            |  |  |        |        |        |        |        |
|  |               | Kaori Mori      | 21            | 21            |               |           |    |            |            |            |            |            |  |  |        |        |        |        |        |

### Herrendoppel
- Phak Seiha /  Sa Mean Kao –  Lei Kit /  Ng Man Chon: 21-19 / 21-15
- Tan Boon Heong /  Hoon Thien How –  Leong Kin Fai: 21-5 / 21-8
- Askar Ormanov /  Zhomart Dauletaliyev -  Nuon Sophorn /  Heng Mao: 21-13 / 21-18
- Chew Choon Eng /  Tan Bin Shen –  Lee Chen Yen /  Hsieh Yu-hsing: 21-14 / 21-8
- Phak Seiha /  Sa Mean Kao –  Olonbayar Enkhbat /  Batkhurel Ochirpurev: 21-15 / 21-15
- Tan Boon Heong /  Hoon Thien How –  Yoga Ukikasah /  Yonathan Suryatama Dasuki: 21-9 / 18-21 / 21-19
- Lin Yen-jui /  Su Yi-neng –  Askar Ormanov /  Zhomart Dauletaliyev: 21-4 / 21-10
- Sigit Budiarto /  Candra Wijaya –  Fang Chieh-min /  Lee Sheng-mu: 21-17 / 21-15
- Thomas Kurian /  Valiyaveetil Diju –  Chan Io Chong /  Wong Keng Hou: 21-6 / 21-9
- Shuichi Nakao /  Keishi Kawaguchi –  Lin Woon Fui /  Fairuzizuan Tazari: 21-18 / 21-18
- Tan Boon Heong /  Hoon Thien How -  Phak Seiha /  Sa Mean Kao: 21-6 / 21-6
- Chen Hung-ling /  Lin Yu-lang –  Chung Chiat Khoo /  Razif Abdul Latif: 21-14 / 23-21
- Shen Ye /  He Hanbin –  Patapol Ngernsrisuk /  Sudket Prapakamol: 21-18 / 15-21 / 22-20
- Keita Masuda /  Shoji Sato –  Lin Yen-jui /  Su Yi-neng: 21-14 / 21-12
- Hwang Ji-man /  Jung Tae-keuk –  Nguyễn Hoàng Hải /  Nguyễn Huy Giang: 21-8 / 21-13
- Gong Weijie /  Zhang Wei –  Hu Chung-shien /  Tsai Chia-hsin: 21-16 / 21-17
- Choong Tan Fook /  Lee Wan Wah –  Hendra Gunawan /  Joko Riyadi: 21-19 / 21-18
- Han Sang-hoon /  Lee Jae-jin -  Parash Md. Ahsun Habib /  Md Rais Uddin: 21-8 / 21-10
- Markis Kido /  Hendra Setiawan –  Dinuka Karunaratne /  Lasitha Menaka: 21-12 / 21-10
- Chew Choon Eng /  Tan Bin Shen –  Balaram Thapa /  Pashupati Paneru: 21-8 / 21-11
- Zakry Abdul Latif /  Gan Teik Chai –  Albertus Susanto Njoto /  Yohan Hadikusumo Wiratama: 21-13 / 21-8
- Rupesh Kumar /  Sanave Thomas –  Nguyễn Quang Minh /  Trần Thanh Hải: 21-16 / 10-21 / 21-17
- Alvent Yulianto /  Luluk Hadiyanto –  Shintaro Ikeda /  Shuichi Sakamoto: 21-15 / 21-16
- Sigit Budiarto /  Candra Wijaya –  Thomas Kurian /  Valiyaveetil Diju: 21-10 / 21-16
- Tan Boon Heong /  Hoon Thien How –  Shuichi Nakao /  Keishi Kawaguchi: 21-14 / 21-10
- Shen Ye /  He Hanbin –  Chen Hung-ling /  Lin Yu-lang: 21-14 / 9-21 / 21-7
- Hwang Ji-man /  Jung Tae-keuk –  Keita Masuda /  Shoji Sato: 21-15 / 11-21 / 21-17
- Choong Tan Fook /  Lee Wan Wah –  Gong Weijie /  Zhang Wei: 25-23 / 21-12
- Markis Kido /  Hendra Setiawan –  Han Sang-hoon /  Lee Jae-jin: w.o.
- Zakry Abdul Latif /  Gan Teik Chai –  Chew Choon Eng /  Tan Bin Shen: 17-21 / 21-16 / 21-10
- Alvent Yulianto /  Luluk Hadiyanto –  Rupesh Kumar /  Sanave Thomas: 21-16 / 21-18

|  | Halbfinale | Halbfinale                      | Halbfinale | Halbfinale | Halbfinale |  |  | Finale | Finale                        | Finale | Finale | Finale |
|  |            |                                 |            |            |            |  |  |        |                               |        |        |        |
|  |            |                                 |            |            |            |  |  |        |                               |        |        |        |
|  |            | Choong Tan Fook Lee Wan Wah     | 21         | 18         | 21         |  |  |        |                               |        |        |        |
|  |            | Luluk Hadiyanto Alvent Yulianto | 14         | 21         | 15         |  |  |        |                               |        |        |        |
|  |            |                                 |            |            |            |  |  |        | Choong Tan Fook Lee Wan Wah   | 17     | 21     | 21     |
|  |            |                                 |            |            |            |  |  |        | Hoon Thien How Tan Boon Heong | 21     | 11     | 12     |
|  |            | Hoon Thien How Tan Boon Heong   | 21         | 21         |            |  |  |        |                               |        |        |        |
|  |            | Hwang Ji-man Jung Tae-keuk      | 19         | 18         |            |  |  |        |                               |        |        |        |
|  |            |                                 |            |            |            |  |  |        |                               |        |        |        |

### Damendoppel
- Chang Yun-ju /  Cheng Hsiao-yun –  Soratja Chansrisukot /  Molthila Kitjanon: 21-15 / 21-14
- Lim Pek Siah /  Joanne Quay –  Louisa Koon Wai Chee /  Wong Sin Yee: 21-14 / 21-11
- Fong Chew Yen /  Mooi Hing Yau –  Jwala Gutta /  Shruti Kurien: 21-17 / 21-7
- Aki Akao /  Tomomi Matsuda –  Duanganong Aroonkesorn /  Soratja Chansrisukot: 21-10 / 21-16
- Cheng Shu /  Zhao Yunlei –  Shinta Mulia Sari /  Xing Aiying: 21-10 / 21-15
- Long Ying /  Pun Ut Wa –  Sara Devi Tamang /  Sumina Shrestha: 21-13 / 21-10
- Pan Pan /  Tian Qing –  Yang Chia-tseng /  Cynthia Calderon: 21-10 / 21-8
- Miyuki Maeda /  Satoko Suetsuna –  Ooi Sock Ai /  Ooi Yu Hang: 21-11 / 21-10
- Du Jing /  Yu Yang –  Chau Hoi Wah /  Wong Man Ching: 26-24 / 21-10
- Phui Leng See /  Wai See Wong -  Dulali Hulder /  Konika Rani Adhikary: 21-9 / 21-5
- Jiang Yanmei /  Li Yujia –  Chou Chia-chi /  Ku Pei-ting: 21-16 / 21-9
- Chin Eei Hui /  Wong Pei Tty –  Chang Yun-ju /  Cheng Hsiao-yun: 21-7 / 21-8
- Lim Pek Siah /  Joanne Quay –  Chandrika de Silva /  Thilini Jayasinghe: 21-8 / 21-14
- Cheng Wen-hsing /  Chien Yu-chin –  Fong Chew Yen /  Mooi Hing Yau: 21-9 / 21-10
- Cheng Shu /  Zhao Yunlei –  Aki Akao /  Tomomi Matsuda: 21-14 / 16-21 / 23-21
- Pan Pan /  Tian Qing –  Long Ying /  Pun Ut Wa: 21-16 / 21-8
- Sathinee Chankrachangwong /  Saralee Thungthongkam –  Miyuki Maeda /  Satoko Suetsuna: 21-17 / 21-18
- Du Jing /  Yu Yang –  Phui Leng See /  Wai See Wong: 21-15 / 21-8
- Jiang Yanmei /  Li Yujia –  Kumiko Ogura /  Reiko Shiota: 21-18 / 21-14
- Lim Pek Siah /  Joanne Quay –  Chin Eei Hui /  Wong Pei Tty: 18-21 / 22-20 / 21-15

|  | Halbfinale | Halbfinale                    | Halbfinale | Halbfinale | Halbfinale |  |  | Finale | Finale                        | Finale | Finale | Finale |
|  |            |                               |            |            |            |  |  |        |                               |        |        |        |
|  |            |                               |            |            |            |  |  |        |                               |        |        |        |
|  |            | Cheng Wen-hsing Chien Yu-chin | 21         | 21         |            |  |  |        |                               |        |        |        |
|  |            | Joanne Quay Lim Pek Siah      | 9          | 15         |            |  |  |        |                               |        |        |        |
|  |            |                               |            |            |            |  |  |        | Cheng Wen-hsing Chien Yu-chin | 11     | 16     |        |
|  |            |                               |            |            |            |  |  |        | Du Jing Yu Yang               | 21     | 21     |        |
|  |            | Du Jing Yu Yang               | w          | /          | o          |  |  |        |                               |        |        |        |
|  |            | Pan Pan Tian Qing             |            |            |            |  |  |        |                               |        |        |        |
|  |            |                               |            |            |            |  |  |        |                               |        |        |        |

### Mixed
- Nova Widianto /  Liliyana Natsir –  Su Yi-neng /  Chang Yun-ju: 21-8 / 21-8
- Valiyaveetil Diju /  Jwala Gutta –  Hung Yuk Wong /  Ng Ka Shun: 21-14 / 21-8
- Gan Teik Chai /  Fong Chew Yen –  Pashupati Paneru /  Sumina Shrestha: 21-1 / 21-11
- Shen Ye /  Pan Pan –  Keishi Kawaguchi /  Aki Akao: 21-15 / 21-17
- Songphon Anugritayawon /  Kunchala Voravichitchaikul –  Hoon Thien How /  Ooi Sock Ai: 21-15 / 21-23 / 21-12
- Keita Masuda /  Tomomi Matsuda –  Zakry Abdul Latif /  Woon Khe Wei: 14-21 / 21-15 / 21-13
- Devin Lahardi Fitriawan /  Vita Marissa –  Shuichi Sakamoto /  Miyuki Maeda: 21-15 / 21-14
- Zhang Wei /  Yu Yang –  Dương Phương Nam /  Nguyễn Thị Bình Thơ: 21-4 / 21-11
- Trần Thanh Hải /  Lê Ngọc Nguyên Nhung –  Chung Chiat Khoo /  Haw Chiou Hwee: 17-21 / 22-20 / 21-12
- Muhammad Rizal /  Endang Nursugianti –  Chan Io Chong /  Long Ying: 21-9 / 21-13
- Shintaro Ikeda /  Satoko Suetsuna –  Chen Hung-ling /  Chou Chia-chi: 21-12 / 21-13
- Hendri Kurniawan Saputra /  Li Yujia –  Balaram Thapa /  Sara Devi Tamang: 21-5 / 21-10
- He Hanbin /  Zhao Yunlei –  Tsai Chia-hsin /  Cheng Wen-hsing: 21-18 / 13-21 / 21-19
- Anggun Nugroho /  Tetty Yunita –  Tan Bin Shen /  Ooi Yu Hang: 21-12 / 21-9
- Gong Weijie /  Tian Qing -  Parash Md. Ahsun Habib /  Konika Rani Adhikary: 21-11 / 21-11
- Sudket Prapakamol /  Saralee Thungthongkam –  Kennevic Asuncion /  Kennie Asuncion: 21-10 / 21-8
- Nova Widianto /  Liliyana Natsir –  Valiyaveetil Diju /  Jwala Gutta: 21-18 / 21-13
- Gan Teik Chai /  Fong Chew Yen –  Shen Ye /  Pan Pan: 21-13 / 21-11
- Keita Masuda /  Tomomi Matsuda –  Songphon Anugritayawon /  Kunchala Voravichitchaikul: 21-17 / 21-12
- Zhang Wei /  Yu Yang –  Devin Lahardi Fitriawan /  Vita Marissa: 21-17 / 10-21 / 21-19
- Muhammad Rizal /  Endang Nursugianti –  Trần Thanh Hải /  Lê Ngọc Nguyên Nhung: 11-21 / 21-19 / 21-13
- Hendri Kurniawan Saputra /  Li Yujia –  Shintaro Ikeda /  Satoko Suetsuna: 21-15 / 21-7
- Anggun Nugroho /  Tetty Yunita –  He Hanbin /  Zhao Yunlei: 23-21 / 21-13
- Sudket Prapakamol /  Saralee Thungthongkam –  Gong Weijie /  Tian Qing: 21-14 / 21-14

|  | Halbfinale | Halbfinale                              | Halbfinale | Halbfinale | Halbfinale |  |  | Finale | Finale                                  | Finale | Finale | Finale |
|  |            |                                         |            |            |            |  |  |        |                                         |        |        |        |
|  |            |                                         |            |            |            |  |  |        |                                         |        |        |        |
|  |            | Nova Widianto Liliyana Natsir           | 21         | 21         |            |  |  |        |                                         |        |        |        |
|  |            | Zhang Wei Yu Yang                       | 9          | 9          |            |  |  |        |                                         |        |        |        |
|  |            |                                         |            |            |            |  |  |        | Nova Widianto Liliyana Natsir           | 21     | 21     | 21     |
|  |            |                                         |            |            |            |  |  |        | Sudket Prapakamol Saralee Thungthongkam | 16     | 23     | 14     |
|  |            | Hendri Kurniawan Saputra Li Yujia       | 21         | 19         | 9          |  |  |        |                                         |        |        |        |
|  |            | Sudket Prapakamol Saralee Thungthongkam | 14         | 21         | 21         |  |  |        |                                         |        |        |        |
|  |            |                                         |            |            |            |  |  |        |                                         |        |        |        |

## Medaillenspiegel
| Rang   | Land                | Gold | Silber | Bronze | Gesamt |
| ------ | ------------------- | ---- | ------ | ------ | ------ |
| 1      | Malaysia            | 2    | 1      | 1      | 4      |
| 2      | Volksrepublik China | 1    | 0      | 5      | 6      |
| 3      | Indonesien          | 1    | 0      | 1      | 2      |
| 4      | Hongkong            | 1    | 0      | 0      | 1      |
| 5      | Thailand            | 0    | 2      | 0      | 2      |
| 6      | Japan               | 0    | 1      | 0      | 1      |
| 6      | Chinesisch Taipeh   | 0    | 1      | 0      | 1      |
| 8      | Südkorea            | 0    | 0      | 2      | 2      |
| 9      | Singapur            | 0    | 0      | 1      | 1      |
| Gesamt | Gesamt              | 5    | 5      | 10     | 20     |